# 와고촌 (나가노현)
와고촌(和合村)은 나가노현 시모이나군에 있던 촌이다. 현재의 아난정에 해당한다.

## 역사
- 1948년 7월 1일 - 유타카촌이 분할해 시모이나군 와고촌이 성립하였다.
- 1953년 7월 1일 - 아사게촌과의 경계에서 난신교통(출처 마마) 버스가 오비강으로 전락해. 사망자 4명, 중경상자 24명이 발생하였다.
- 1957년 7월 1일 - 오시모조촌, 아사게촌과 합병해, 아난정이 성립하여, 동일 와고촌은 폐지되었다.

## 교통

### 도로
- 국도 제153호선

## 참고문헌
- 角川日本地名大辞典 20 長野県